# NGC 6771
NGC 6771 este o galaxie lenticulară situată în constelația Păunul. A fost descoperită în 11 august 1836 de către John Herschel. Se află la o distanță de 57 de megaparseci de Pământ.